# Ercolano
Ercolano – miasto i gmina we Włoszech, w regionie Kampania, w prowincji Neapol.
Według danych na rok 2019 gminę zamieszkiwało 51 732 osób, 2878,9 os./km².